# Shōhei Ōno
Pour les articles homonymes, voir Ono.
Shōhei Ōno (大野 将平, Ōno Shōhei), né le 3 février 1992 à Yamaguchi, est un judoka japonais ayant évolué dans la catégorie des moins de 73 kg.

## Biographie
Il a été élève du pensionnat d’élite Kôdôgakusha jûdô boarding school, à Tokyo, avant d’entrer à l’Université Tenri de la préfecture de Nara. Parmi les anciens élèves de l’école Kôdôgakusha figurent aussi Toshihiko Koga et Hidehiko Yoshida, tous deux médailles d’or aux Jeux olympiques, tandis que Tadahiro Nomura, couronné par trois médailles d’or, a été formé à Tenri . 
Aux Championnats du monde de judo 2013 à Rio de Janeiro, il remporte son premier titre mondial en battant en finale le Français Ugo Legrand. Aux championnats du monde de judo 2015 à Astana, il remporte pour la deuxième fois le titre mondial face à son compatriote Riki Nakaya. En février 2016, il remporte le grand prix de Düsseldorf sur un fauchage uchi-mata, sa spécialité, puis la médaille d'or olympique dans la catégorie des moins de 73 kg aux Jeux olympiques d'été de 2016 qui se déroulent à Rio de Janeiro.
Trop concentré sur ses études, il ne participe pas aux championnats du monde de judo 2017.
Aux championnats du monde de judo 2019 à Tokyo, il remporte sa troisième médaille d'or .
Aux Jeux olympiques de Tokyo en 2020, il décroche la médaille d'or dans la catégorie des moins de 73 kg.
Sur la situation du judo au Japon, le champion olympique déclare : « Nous devons réfléchir aux raisons qui pourraient encourager les enfants à débuter le judo, plutôt qu’à essayer de retenir ceux qui pratiquent déjà la discipline ».  Il y a au Japon une baisse continue de licences : entre 2004 et 2021, le nombre de licenciés au Japon est passé de 202.025 à 122.184. Au niveau des écoles élémentaires, la baisse est de presque 50% : 47.512 en 2004, 25.636 en 2021 .
En forte baisse de popularité auprès des jeunes générations qui jugent ce sport réactionnaire, le judo est redevenu un enseignement obligatoire au collège depuis 2012, pour "permettre à la jeunesse de retrouver les valeurs éternelles du Japon".

## Style de Judo
Shōhei Ōno est droitier et a une garde dense et rapprochée qu'il utilise pour passer sous le centre de gravité de ses adversaires. Ses techniques favorites sont Uchi-Mata et Ō-soto-gari.
Sa rapidité et son sens du timing, notamment lors des contres ou des déséquilibres de l'adversaire, en font un combattant vif et opportuniste.

## Palmarès
| Année | Compétition           | Lieu           | Résultat | Catégorie          |
| ----- | --------------------- | -------------- | -------- | ------------------ |
| 2012  | Championnats d'Asie   | Tachkent       | 2e       | Moins de 73 kg     |
| 2013  | Championnats du monde | Rio de Janeiro | 1er      | Moins de 73 kg     |
| 2015  | Championnats du monde | Astana         | 1er      | Moins de 73 kg     |
| 2016  | Jeux olympiques       | Rio de Janeiro | 1er      | Moins de 73 kg     |
| 2018  | Jeux asiatiques       | Jakarta        | 1er      | Moins de 73 kg     |
| 2019  | Grand Slam            | Tbilisi        | 1er      | Moins de 73 kg     |
| 2019  | Championnats du monde | Tokyo          | 1er      | Moins de 73 kg     |
| 2021  | Jeux olympiques       | Tokyo          | 1er      | Moins de 73 kg     |
| 2021  | Jeux olympiques       | Tokyo          | 2e       | Par équipes mixtes |